# Memorias de un cazador
Memorias de un cazador o Relatos de un cazador (en ruso: Записки охотника) es una recopilación de relatos breves del escritor ruso Iván Turguénev escritos entre 1847 y 1851 y recogidos en un libro en 1852. 

## Descripción
El primero de ellos, titulado "Jor y Kalínych", había sido publicado en 1847 en El Contemporáneo con el subtítulo que acabó dando nombre a la colección, "Memorias de un cazador". En esta obra, Turguénev nos presenta el campo ruso desde el punto de vista de un cazador. Esta perspectiva le permite abarcar tanto la vida de las clases más humildes, como los siervos, los campesinos o los pequeños hidalgos, como la de los grandes propietarios, en la Rusia del siglo XIX. 
La obra está inspirada en sus propias vivencias de juventud y su amor por la caza, pero está muy influida por el propio liberalismo del autor y su compromiso con las clases más desfavorecidas. Su postura crítica le valió a Turguénev la enemistad de las autoridades, que consideraban el contenido del libro escandaloso por su franca descripción de la arbitrariedad e injusticia del sistema de servidumbre en Rusia, que era en dicha época feudal. El mujik o campesino ruso es descrito en detalle en esta obra. 
Turguénev continuó escribiendo nuevos cuentos para Memorias de un cazador prácticamente hasta su muerte; el último de ellos, "El bosque y la estepa", apareció en 1874.
En 1937, el director Serguéi Eisenstein dirigió la película El prado de Bezhin basándose en parte en el homónimo relato de Turguénev.
- Datos: Q760143
- Multimedia: A Sportsman's Sketches / Q760143